# Chrysolina carpathica
Chrysolina carpathica là một loài bọ cánh cứng trong họ Chrysomelidae. Loài này được Fuss miêu tả khoa học năm 1856.